# Spodosol

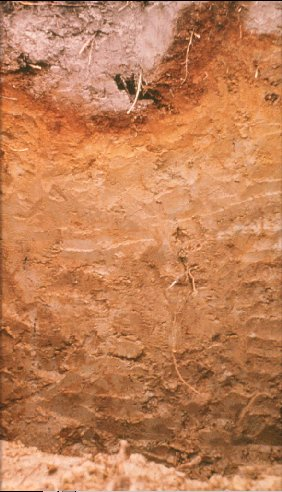
Spodosol

Potrivit USDA Soil Taxonomy, Spodosolurile sunt solurile foarte acide formate mai ales pe un subsol nisipos. Spodosolurile se găsesc în principal în emisfera nordică, în regiunile cu climă rece și umedă, în special în estul Canadei, Scandinavia și nord-vestul Rusiei. Ele corespund aproximativ cu podzolurile din World Reference Base for Soil Resources și din clasificarea germană a solurilor.
Textura solului este de obicei cu granulație grosieră, astfel încât apa se poate strecura foarte ușor. Apa spală orizonturile superioare ale solului și transportă humusul conținut în acestea în orizonturi mai adânci. Astfel se formează orizontul A de culoare caracteristic acestui sol, care este foarte acid și sărac în minerale din cauza pierderii componentelor bazice solubile în apă. Mai jos se află un orizont de culoare mai închisă, care conține humus și este adesea colorat în roșu din cauza oxizilor de fier și aluminiu aduși de apă. Acestea din urmă sunt adesea transportate mai adânc de acizii organici și formează un alt orizont, oranj-deschis, care este tipic pentru spodosoluri.
Vegetația naturală pe spodosoluri este pădurea de conifere - o mare parte a acizilor organici care sunt responsabili pentru valoarea scăzută a pH-ului acestui sol provin din acele căzute și apoi putrezind încet ale coniferelor de acolo. Poate fi folosit în agricultură numai după aplicarea îngrășămintelor și a amendarea cu calcar pentru a-i neutraliza aciditatea. Datorită spațiilorlor relativ mari dintre particulele solului, spodosolurile sunt deosebit de bogate în nematode.
Există aproximativ 3,4 milioane km2 de spodosoluri în întreaga lume, ceea ce corespunde la 2,6% din suprafața uscatului fără gheață.

## Clasificare
Spodosolurile sunt împărțite în cinci subordine:
- Aquod
- Gelod
- Cryod
- Humod
- Orthod